# 程宗伊 (萬曆進士)
程宗伊（1540年—？），字道鳴，山西潞安府長治縣人，民籍，明朝政治人物。

## 生平
山西鄉試第四十六名，萬曆五年（1577年）丁丑科會試第二百三十二名，登三甲第二百三十八名進士。授户部主事，升任本部员外郎、郎中，两督永平粮储，萬曆十九年三月升江西副使，不久因患病致仕。

## 家族
曾祖程經，曾任壽官；祖父程楠，曾任儒官；父程瑤，曾任典膳。母焦氏；繼母馮氏。慈侍下。弟宗洛、宗閩。